# Hymeniacidon plumigera
Hymeniacidon plumigera är en svampdjursart som beskrevs av James Scott Bowerbank 1874. Hymeniacidon plumigera ingår i släktet Hymeniacidon och familjen Halichondriidae. Inga underarter finns listade i Catalogue of Life.